# Bosc Comunal de Llo
El Bosc Comunal de Llo (oficialment en francès Forêt communale de Llo) és un bosc del terme comunal de Llo, a la comarca de l'Alta Cerdanya, de la Catalunya del Nord.
El bosc, de 9,37 km² està situat amb el sector principal a la zona central - occidental de la comuna, en el vessant nord-oriental del Pic de Segalera, al sud-est de les Gorges del Segre. En total està dividit en dues zones grans, la descrita i una altra al nord-est del poble de Llo, i dos trossos més patits a llevant de l'extrem sud del sector principal.
El bosc està sotmès a una explotació gestionada per la comuna de Llo, atès que es bosc és propietat comunal. Té el codi F16269S dins de l'ONF (Office national des forêts).